# CADprofi
CADprofi (früher CP-System) – ist eine CAD-Anwendung, entwickelt von der CADprofi s.c. und nutzbar als Erweiterung für einige CAD-Programme (wie AutoCAD, Bricscad, GstarCAD, progeCAD, ZWCAD, IntelliCAD und andere). Das Programm beschleunigt die Erstellung von CAD-Zeichnungen und verfügt über zusätzliche Funktionen, die in den allgemeinen CAD-Programmen fehlen.
Das erste CADprofi-Programm kam 2001 auf den Markt. Heute (2021) ist das Programm in 24 Sprachen verfügbar und wird von mehr als 150.000 Anwendern weltweit genutzt.

## Verfügbare Module
CADprofi Architectural – das Architektur-Modul kann für die Erstellung von Grundrissen, Schnitten und Fassaden verwendet werden. Die verfügbaren Funktionen ermöglichen das Zeichnen ein- und mehrschaliger Wände, Architekturbemaßung und schnelles Bearbeiten von Zeichnungsdetails und -parametern. Das Modul enthält eine umfangreiche Bibliothek von Fenstern, Türen, Möbeln und anderen Einrichtungsgegenständen. Für die Erstellung von Flucht- und Rettungsplänen stehen spezielle Befehle und Symbole zur Verfügung.
CADprofi Electrical – das Modul kann zum Entwerfen unterschiedlicher Anlagen verwendet werden, z. Bsp. Elektro-, Steuerungs-, Sprinkler-, Regelungs-, Kommunikations- und ähnliche Anlagen. Die Software enthält mehrere tausend Symbole, die auf den Elektrotechnik-Standards basieren, sowie Leuchten, Schalter, Messgeräte und mehr.
CADprofi HVAC & Piping – das Modul HVAC & Piping enthält eine umfangreiche Objektbibliothek für die Projektierung von Anlagen in verschiedenen Bereichen: Haustechnik (Heizung, Lüftung, Klima), Sanitär, Rohrleitungsbau, Gas-, Medizin-, Brandschutz- und Kälteanlagen sowie andere Arten technologischer Anlagen in Hochbau und Industrie.
CADprofi Mechanical – das Mechanik-Modul beinhaltet eine große Anzahl Normteile, Formstücke aus Stahl und andere Eisen- und Stahlerzeugnisse, basierend auf nationalen und internationalen Normen. Die Bibliothek umfasst Schrauben, Muttern, Stifte, Nieten, Keile, Lager, Stahl- und Aluminiumprofile sowie Teile für die Projektierung von Wärmetauschern und im Apparatebau.
CP-Manufacturers (CADprofi OEM) – Produktbibliotheken führender Hersteller.

## Softwareversionen
- CP-System (2003–2008)
- CADprofi (2010–2021)

## Unterstützte Betriebssysteme
CADprofi funktioniert mit Windows 2000, Windows XP (32/64 bit), Windows Vista (32/64 bit), Windows 7 (32/64 bit), Windows 8, Windows 10.